# Юрматы (историческая местность)
Юрматы — историческая местность в городе Ишимбае,  бывшая деревня.

## Топоним
Название дано по башкирскому роду Юрматы.

## География
Находится на левом берегу реки Белой.

## История
Деревня входила в Аллагуватский сельсовет Стерлитамакского района. Основал в 1924 Мухаматьян Кутлугильдин. 
Территориально вошла в черту города Ишимбая согласно постановлению Президиума ЦИК БАССР «Об организации рабочего посёлка ишимбаевских нефтепромыслов» от 29 марта 1934 года, решившего судьбу деревень Ишимбаево, Ирек, Кызыл Батыр.

## Известные уроженцы, жители
- Кутлугильдин, Наиль Закирович — бывший генеральный директор ОАО «Салаватнефтеоргсинтез», почётный гражданин города Салавата[2].
- Юлдашбаев, Билал Хамитович — историк-этнополитолог.

## Достопримечательности
В память о деревнях Аллагуват, Карлыкуль, Ирек, Кызыл Аул, Артель Куч, Новопетровский (Кожак) и Малый Аллагуват, чьи земли вошли в состав Ишимбая и Салавата, в память о его жителях, погибшим в Великой Отечественной войне, был воздвигнут мемориальный комплекс «Земли Юрматы»
Семь мраморных плит, олицетворяющих семь переселённых деревень. В центре возвышается стела — символ Земли Юрматы, обрамлённый цветком курая, стоит стела «Никто не забыт, ничто не забыто». На 8 пилонах высечены имена 513 фронтовиков, не вернувшихся с войны, почти каждый третий из 1428 земляков, ушедших на фронт. Здесь стоит бюст Героя Советского Союза Хасана Ахтямова, уроженца села Аллагуват.
Памятник открыт по Указу Президента Республики Башкортостан. На церемонии торжественного открытия комплекса Президент РБ М. Г. Рахимов посадил дерево.
Ежегодно 8 мая администрация городского округа город Салават организует у мемориального комплекса митинг, концерт и другие праздничные мероприятия. Всех участников доставляют бесплатно автобусами от площади Ленина в Салавате.

## Транспорт
Находится вблизи перекрёстка автотрассы Салават—Стерлитамак у поворота на Ишимбай.